# Nyong-et-Kellé
Departament Nyong-et-Kellé – departament w Regionie Centralnym w Kamerunie ze stolicą w Eséka. Na powierzchni 6 362 km² żyje około 145,2 tys. mieszkańców.